# کشور خیالی

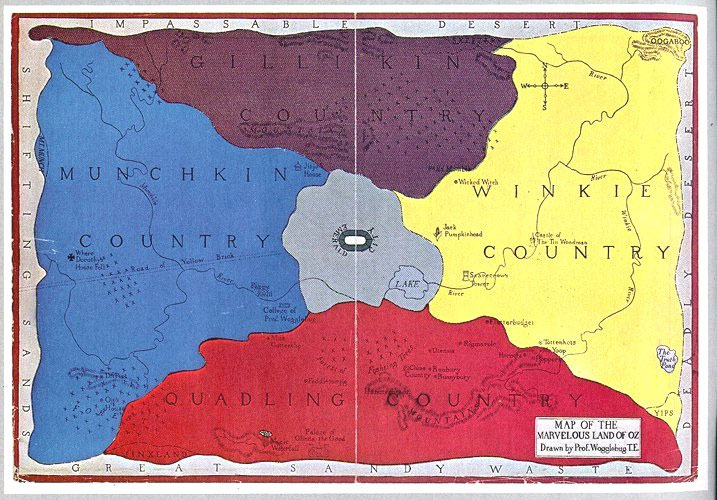
نقشه سرزمین اوز، کشور خیالی در کتاب جادوگر شهر از

نقشه جزیره خیالی سودور که در داستان‌های توماس و دوستان به کار رفته‌است

کشورهای خیالی مورد استفاده در رمان نوزده هشتاد و چهار

کشور خیالی کشوری است که برای داستان‌های خیالی ساخته شده‌است و در زندگی واقعی وجود ندارد یا کشوری است که مردم بدون اثبات، به آن اعتقاد دارند.
کشورهای خیالی معمولاً در داستان‌های علمی–تخیلی اولیه (یا عاشقانه‌های علمی) ظاهر می‌شوند. چنین کشورهایی ظاهراً بخشی از چشم‌انداز طبیعی زمین را تشکیل می‌دهند اگرچه در یک اطلس طبیعی قرار ندارند. بعداً داستان‌های مشابه اغلب در سیارات داستانی اتفاق می‌افتد.